# Elai (rappeur)
Elai (né le 4 mars 1999 à Göteborg) est un chanteur, rappeur, producteur et auteur-compositeur suédo-albanais.

## Biographie
Elai naît le 4 mars 1999 à Göteborg en Suède, de parents d'origine kosovars-albanaise originaires de Mitrovica,. Ses titre Paranormal et Lale, figurent dans le Top 100 albanais en octobre 2021 et atteignent respectivement le top 10, bien que Lale ait continué son succès à l'étranger et ait culminé à la 88e place en Suisse,. La même année, Elai contribue à l'écriture de chansons créditées pour Një herë e mirë du rappeur albanaise Noizy. En 2021, il développe son prochain album studio. Sorti en juin 2021, Nokia culmine à la 32e place du Top 100 natif après être entré dans le classement début novembre 2021. Elai est nommé pour le prix du producteur de l'année aux Grammis 2022 en Suède.

## Discographie

### Album studio
- 2020 : ENSAM[11]

### Singles

#### En tant qu'artiste principal
| Titre                                             | Année | Meilleure position | Meilleure position | Meilleure position | Meilleure position | Album         |
| Titre                                             | Année | ALB                | AUT                | GRÈ                | SUI                | Album         |
| ------------------------------------------------- | ----- | ------------------ | ------------------ | ------------------ | ------------------ | ------------- |
| Money                                             | 2019  | —                  | —                  | —                  | —                  | Single inédit |
| Bon                                               | 2019  | —                  | —                  | —                  | —                  | Single inédit |
| Kom                                               | 2019  | —                  | —                  | —                  | —                  | Single inédit |
| Babe                                              | 2019  | —                  | —                  | —                  | —                  | Single inédit |
| Tata                                              | 2019  | —                  | —                  | —                  | —                  | Single inédit |
| Latina                                            | 2019  | —                  | —                  | —                  | —                  | Single inédit |
| 2                                                 | 2020  | —                  | —                  | —                  | —                  | Single inédit |
| Hör av sig nu                                     | 2020  | —                  | —                  | —                  | —                  | Single inédit |
| Världen                                           | 2020  | —                  | —                  | —                  | —                  | Single inédit |
| Donna                                             | 2020  | —                  | —                  | —                  | —                  | Single inédit |
| Zlatan                                            | 2020  | —                  | —                  | —                  | —                  | Single inédit |
| Babo                                              | 2020  | —                  | —                  | —                  | —                  | Single inédit |
| Latina Pt. 2                                      | 2021  | —                  | —                  | —                  | —                  | Single inédit |
| Kuku                                              | 2021  | —                  | —                  | —                  | —                  | Single inédit |
| Nokia                                             | 2021  | 32                 | —                  | —                  | —                  | Single inédit |
| Paranormal                                        | 2021  | 7                  | —                  | —                  | —                  | Single inédit |
| Lale                                              | 2021  | 4                  | —                  | —                  | 88                 | Single inédit |
| Pise                                              | 2021  | 52                 | —                  | —                  | —                  | Single inédit |
| Maradona (featuring Noizy)                        | 2022  | —                  | —                  | —                  | 83                 | Single inédit |
| Lovely                                            | 2022  | 49                 | —                  | —                  | —                  | Single inédit |
| Balenciaga                                        | 2022  | —                  | —                  | —                  | —                  | Single inédit |
| Ca doni?                                          | 2022  | —                  | —                  | —                  |                    | Single inédit |
| Truni terr                                        | 2022  | 40                 | —                  | —                  | —                  | Single inédit |
| Teta                                              | 2023  | —                  | —                  | —                  | —                  | Single inédit |
| Un me ty                                          | 2023  | —                  | —                  | —                  | 17                 | Single inédit |
| Joti                                              | 2023  | 34                 | —                  | 52                 | 22                 | Single inédit |
| Krenari                                           | 2023  | —                  | —                  | —                  | —                  | Single inédit |
| 2003                                              | 2023  | —                  | —                  | —                  | 38                 | Single inédit |
| California                                        | 2023  | —                  | —                  | —                  | 72                 | Single inédit |
| Ika                                               | 2023  | —                  | —                  | —                  | 92                 | Single inédit |
| Tiki Taka (avec Ashafar et RAF Camora)            | 2023  | —                  | 56                 | —                  | 91                 | Single inédit |
| Benzema                                           | 2023  | —                  | —                  | —                  | —                  | Single inédit |
| Mërzia (avec Elgit Doda)                          | 2023  | —                  | —                  | —                  | —                  | Single inédit |
| Ghetto                                            | 2024  | —                  | —                  | —                  | 63                 | Single inédit |
| TN                                                | 2024  | —                  | —                  | —                  | —                  | Single inédit |
| Pa To                                             | 2024  | —                  | —                  | —                  | —                  | Single inédit |
| « — » signifie qu'aucun classement n'est atteint. |       |                    |                    |                    |                    | Single inédit |

#### En tant qu'artiste enfeaturing
| Titre                                              | Année | Meilleure position | Meilleure position | Album           |
| Titre                                              | Année | FRA                | SUI                | Album           |
| -------------------------------------------------- | ----- | ------------------ | ------------------ | --------------- |
| Chocolata (Jul featuring Elai)                     | 2022  | 21                 | 94                 | Cœur blanc      |
| Europe (Jul featuring Rhove, Morad feat Elai)      | 2022  | 61                 | —                  |                 |
| Ami (Baby Gang feat Elai)                          | 2023  | —                  | —                  | Innocente       |
| Balerine (MC Kresha et Lyrical Son featuring Elai) | 2025  | —                  | —                  | Salihi x Ferizi |
| « — » signifie qu'aucun classement n'est atteint.  |       |                    |                    |                 |

### Participations
| Chanson         | Année | Artiste | Réf   |
| --------------- | ----- | ------- | ----- |
| Një herë e mirë | 2021  | Noizy   | [ 7 ] |

## Distinctions
| Année | Prix    | Nomination            | Travail  | Résultat   | Réf.   |
| ----- | ------- | --------------------- | -------- | ---------- | ------ |
| 2022  | Grammis | Producteur de l'année | Lui-même | Nomination | [ 10 ] |